# TOPEX/Poseidon

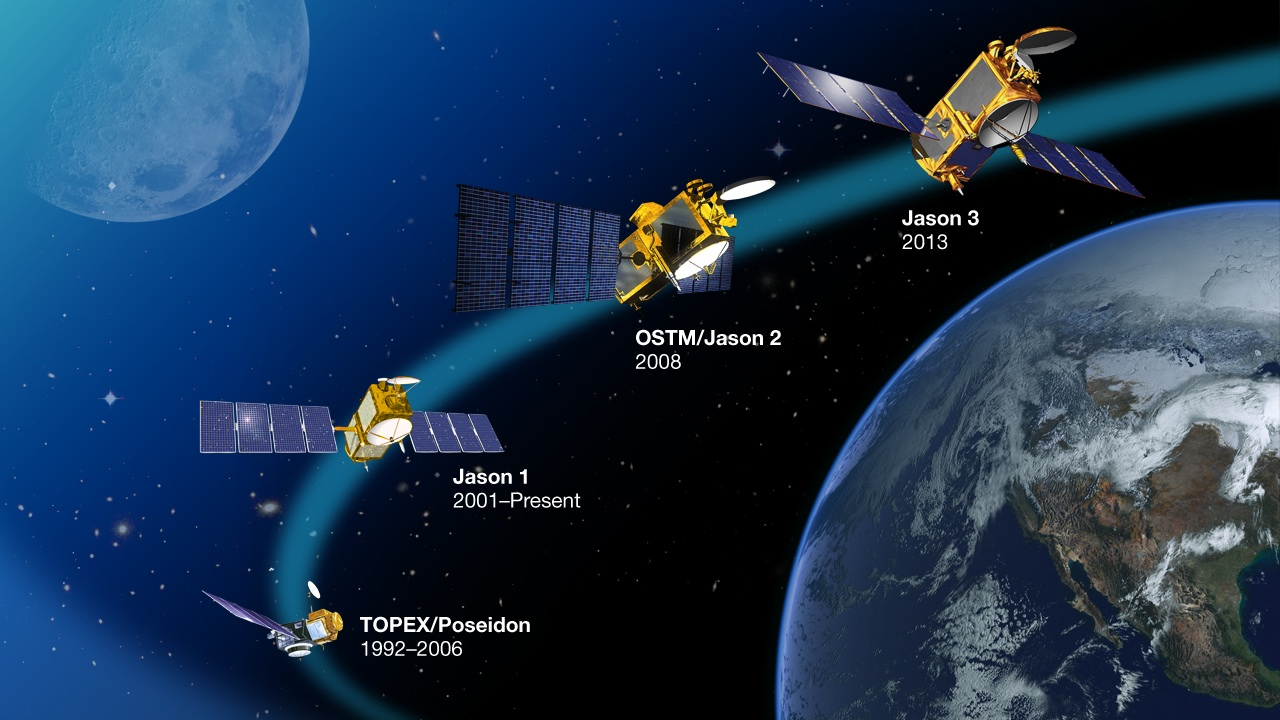
TOPEX/Poseidon及其后续的Jason系列任务

TOPEX/Poseidon（英語：TOPography EXperiment / Positioning, Ocean, Solid Earth, Ice Dynamics, Orbital Navigator），全称地貌实验/海洋动力学综合监视与研究观测项目，亦称托佩克斯/海神卫星、托佩克斯/波塞冬卫星或T/P卫星等，是由美国宇航局和法国空间局联合研制、发射和运营的地球观测与测高卫星。其首要的任务目标是对全球海平面高度进行精密的测量，并对海洋环流及其与大气的相互作用进行研究。TOPEX/Poseidon于1992年8月10日从法属圭亚那的圭亚那太空中心发射升空，星上载有两台雷达测高仪、一台微波辐射计，以及由GPS和DORIS组成的轨道确定系统。TOPEX/Poseidon在轨道上正常运作了13年，总共绕地近62000圈，后于2005年因动量轮出现故障、失去机动能力而停止提供科学数据，最终在2006年1月18日终止任务。
TOPEX/Poseidon是迄今定轨精度和测高精度最高的卫星任务之一，亦是首个成功实现动态GPS连续跟踪的测高卫星。:198该卫星以每10天一次的周期提供覆盖了95%的无冰海洋表面的海面高度、风速与海浪高度信息，这些信息被用于气象预报、海洋与气候研究、海上的工业与渔业等人类活动的管理、建立全球性的潮汐模型等，尤其是对海洋学的研究贡献巨大。TOPEX/Poseidon及其后续任务表明，全球海平面在1993年至2017年间上升了7厘米。

## 背景
卫星测高技术最早在1969年的固体地球和海洋物理大会上被提出，该技术的目的在于通过搭载在卫星上的雷达测高仪获取海面地形，从而研究影响海面地形的海洋物理机制。美国航空航天局（NASA）在1970年代间进行了两项卫星测高技术的试验任务，包括GEOS-3和Seasat，这些任务证明出了卫星测高的可行性，并开始提供实用的测高数据集。到1980年代，法国空间局（CNES）开始设计搭载在SPOT卫星上的Poseidon测高仪，而NASA也计划在Seasat任务后进一步执行地貌实验任务（英語：TOPography EXperiment，缩写：TOPEX）。1983年，NASA和CNES开始探讨将两项任务合并执行的可能性。两个机构后于1987年决定成立这一合作关系，并将其命名为TOPEX/Poseidon。这项合作任务将同时搭载NASA与CNES双方的仪器，并在圭亞那太空中心由阿里亚娜运载火箭发射升空。

## 设备
TOPEX/Poseidon主要携带有如下设备：
- 双频DORIS系统接收机（缩写：DORIS）
- GPS实验接收机（英語：GPS Demonstration Receiver，缩写：GPSDR）
- 跟踪与数据中继卫星发射器（英語：Tracking and data relay satellite transmitter）
- 激光后反射镜阵列（英語：Laser Retroreflector Array，缩写：LRA）
- 单频固态高度计（英語：Single-frequency Solid-state Altimeter，缩写：SSALT），亦称单频波塞冬高度计（英語：Single-Frequency Poseidon Altimeter）
- TOPEX微波辐射计（英語：TOPEX Microwave radiometer，缩写：TMR）
- NASA雷达高度计（英語：NASA Radar Altimeter，缩写：NRA）

## 任务
TOPEX/Poseidon的主要任务内容包括：
- 以优于5厘米的精度测量海面高度
- 对全球海面地形进行持续观测
- 监测大洋环流对全球气候变化的影响，对洋流的季节性变化进行观测
- 监测大尺度的海洋特征，例如罗斯贝波与开尔文波，并对厄尔尼诺、拉尼娜及太平洋十年涛动等现象进行研究
- 绘制海盆尺度的环流变化，提供用以验证海洋环流模型的全球数据
- 绘制海洋表层储热的年际变化
- 绘制当时最准确的全球潮汐分布图
- 增进人类对地球重力场的认识

## 成果
利用TOPEX/Poseidon提供的数据发表的研究成果至2006年任务结束时就已达2100多项，这类研究的科学应用与成就主要包括：
- 提供了首个描述洋流的季节变化与年变化的数据集
- 使科学家对海平面上升状态的估计得到了更好的结果
- 为潮汐在深层海水混合过程中所起的作用提供了新的认识
- 为当时最准确的全球海洋潮汐模型提供了数据基础
- 提供了首个能对海洋环流模型进行检验的全球数据集
- 证明了GPS能以空前的精度确定航天器的位置，从而实现数据的快速传递

- TOPEX/Poseidon在1997年探测到由厄尔尼诺现象引起的海面高度变化
- TOPEX/Poseidon及其后续任务Jason-1对海平面上升的监测结果
- 根据TOPEX/Poseidon建立的潮汐模型分析出的M2半日潮分量
- 根据TOPEX/Poseidon的测高数据绘制的海洋动力地形图

## 后续任务
Jason-1是TOPEX/Poseidon的后续任务，其在2001年发射升空，并接续TOPEX/Poseidon的海面地形测量工作。TOPEX/Poseidon与Jason-1共同执行了三年的串联飞行任务，对全球海平面进行了完全覆盖的两次测量，这使科学家得以对难以被单颗卫星发现的精细海面结构进行研究。在Jason-1之后，OSTM/Jason-2与Jason-3分别在2008年6月与2016年1月发射升空，后两者同时也是海面地形任务（英語：Ocean Surface Topography Mission，缩写：OSTM）的一部分。

## 拓展阅读
- TOPEX/Poseidon的空间海洋学：海洋与气候（页面存档备份，存于）（英語）